# Aspidistra retusa
Aspidistra retusa là một loài thực vật có hoa trong họ Măng tây. Loài này được K.Y.Lang & S.Z.Huang mô tả khoa học đầu tiên năm 1981.